# Parma Ladies Open 2024
Il Parma Ladies Open 2024 è stato un torneo di tennis giocato su campi in terra rossa. È la 4ª edizione dell'evento, facente parte della categoria WTA 125 nell'ambito del WTA Challenge Tour 2024. Il torneo si gioca dal 13 al 19 maggio 2024 al Tennis Club Parma di Parma, in Italia.

## Partecipanti al singolare

### Teste di serie
| Nazione     | Giocatore                 | Ranking* | Testa di serie |
| ----------- | ------------------------- | -------- | -------------- |
| Spagna      | Sara Sorribes Tormo       | 47       | 1              |
| Italia      | Lucia Bronzetti           | 48       | 2              |
| Stati Uniti | Ashlyn Krueger            | 66       | 3              |
| Slovacchia  | Anna Karolína Schmiedlová | 67       | 4              |
| Cina        | Wang Yafan                | 69       | 5              |
| Argentina   | María Carlé               | 71       | 6              |
| Svizzera    | Viktorija Golubic         | 74       | 7              |
| Egitto      | Mayar Sherif              | 80       | 8              |
| Croazia     | Petra Martić              | 81       | 9              |

* Ranking al 6 maggio 2024.

### Altre partecipanti
Le seguenti giocatrici hanno ottenuto una wild card per il tabellone principale:
- Nuria Brancaccio
- Giorgia Pedone
- Jennifer Ruggeri
- Ajla Tomljanović

La seguente giocatrice è subentrata in tabellone come alternate:
- Varvara Lepchenko

Le seguenti giocatrici sono passati dalle qualificazioni:
- Susan Bandecchi
- Martina Colmegna
- Jesika Malečková
- Anastasija Soboleva

La seguente giocatrice è entrata in tabellone come lucky loser:
- Anna Sisková

### Ritiri
prima del torneo
- Marie Bouzková → sostituita da  Alycia Parks
- Elisabetta Cocciaretto → sostituita da  Lucrezia Stefanini
- Sofia Kenin → sostituita da  Marina Stakusic
- Ashlyn Krueger → sostituita da  Anna Sisková
- Magda Linette → sostituita da  Dalma Gálfi
- Camila Osorio → sostituita da  Renata Zarazúa
- Bernarda Pera → sostituita da  Zeynep Sönmez
- Julija Putinceva → sostituita da  Emiliana Arango
- Laura Siegemund → sostituita da  Jule Niemeier
- Sara Sorribes Tormo → sostituita da  Varvara Lepchenko
- Marija Timofeeva → sostituita da  Ekaterina Makarova
- Taylor Townsend → sostituita da  Astra Sharma
- Wang Xinyu → sostituita da  Ankita Raina

## Partecipanti al doppio

### Teste di serie
| Nazione     | Giocatore              | Nazione     | Giocatore        | Ranking* | Testa di serie |
| ----------- | ---------------------- | ----------- | ---------------- | -------- | -------------- |
| Kazakistan  | Anna Danilina          |             | Irina Chromačëva | 103      | 1              |
| Brasile     | Ingrid Gamarra Martins | Francia     | Elixane Lechemia | 139      | 2              |
| Rep. Ceca   | Miriam Kolodziejová    | Rep. Ceca   | Anna Sisková     | 149      | 3              |
| Regno Unito | Alicia Barnett         | Regno Unito | Freya Christie   | 260      | 4              |

* Ranking al 6 maggio 2024.

### Altre partecipanti
Le seguenti giocatrici hanno ottenuto una wild card per il tabellone principale:
- Nuria Brancaccio /  Giorgia Pedone
- Lisa Pigato /  Jennifer Ruggeri

## Campioni

### Singolare
Anna Karolína Schmiedlová ha sconfitto in finale  Mayar Sherif con il punteggio di 7-5, 2-6, 6-4.

### Doppio
Anna Danilina /  Irina Chromačëva hanno sconfitto in finale  Ingrid Gamarra Martins /  Elixane Lechemia con il punteggio di 6-1, 6-2.